# Calabasas (Kalifornien)
Calabasas (spanisch Kürbisse) ist eine Stadt im Südwesten des San Fernando Valleys im US-Bundesstaat Kalifornien.
Das U.S. Census Bureau hat bei der Volkszählung 2020 eine Einwohnerzahl von 23.241 ermittelt.
Sie grenzt unter anderem an Los Angeles (Stadtteile Woodland Hills und West Hills), Agoura Hills und Hidden Hills. Die Stadt wird vom Ventura Freeway (U.S. Highway 101) erschlossen.
Calabasas ist in den USA die erste Stadt, in der seit dem 18. März 2006 ein weitgehendes Rauchverbot herrscht, auch auf den Straßen, Gehwegen und in den Parks. 2008 wurde ein Rauchverbot für Mietwohnungen beschlossen.
Die Restaurantkette The Cheesecake Factory hat hier ihren Hauptsitz.
Am 26. Januar 2020 starben der ehemalige Basketball-Profi Kobe Bryant sowie acht weitere Personen, darunter seine Tochter, bei einem Hubschrauber-Unfall in Calabasas.

## Söhne und Töchter der Stadt
- Rob Bourdon (* 1979), Ehemaliger Schlagzeuger der Band Linkin Park
- Brandon Boyd (* 1976), Sänger und Percussionist der Band Incubus
- Daniel Estrin (* 1976), Gitarrist der Rockband Hoobastank
- Lester Cook (* 1984), Tennisspieler
- Katie Cassidy (* 1986), Schauspielerin und Sängerin
- Kylie Jenner (* 1997), Influencerin und Model